# Томская агломерация
То́мская агломера́ция — одна из крупнейших городских агломераций Сибирского федерального округа с населением 766 178 (2025), что составляет 73,69 % населения Томской области, 4,65 % населения Сибирского федерального округа и 0,52 % населения Российской Федерации. Сформировалась вокруг административного центра Томской области — города Томска.

## Состав
В таблице приведён состав агломерации согласно «Стратегии развития города Томска до 2020 года».
| Название муниципального образования | Территория км² | Население человек (2025) |
| ----------------------------------- | -------------- | ------------------------ |
| городской округ город Томск         | 297,20         | 564 927                  |
| городской округ ЗАТО Северск        | 485,65         | 111 106                  |
| муниципальный район Томский район   | 10 035,22      | 90 145                   |
| Томская агломерация                 | 10 818,07      | 766 178                  |
| Доля в Томской области              | 3,41 %         | 73,69 %                  |

### Согласно «СТП Томской области»

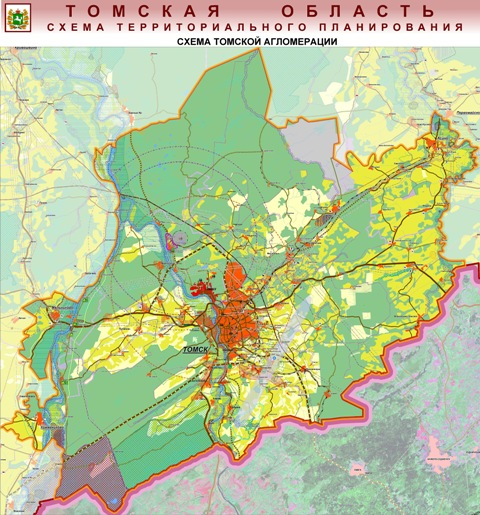
Карта Томской агломерации согласно проекту «Схемы территориального планирования Томской области»

Согласно проекту «Схемы территориального планирования Томской области» Томская агломерация включает Томский городской округ, ЗАТО Северск, Томский район, западную часть Асиновского района (Асиновское городское поселение, Новиковское, Ягодное, Большедороховское сельские поселения), восточную часть Шегарского района (Шегарское и Побединское сельские поселения) и северо-восточную часть Кожевниковского района (Кожевниковское сельское поселение).
| Название муниципального образования                                                             | Территория км²             | Население человек 1.01.2016 |
| ----------------------------------------------------------------------------------------------- | -------------------------- | --------------------------- |
| Томск                                                                                           | 297,20                     | 590 826                     |
| Северск                                                                                         | 485,65                     | 114 549                     |
| Томский район                                                                                   | 10 035,22                  | 72 386                      |
| Западная часть Асиновского района: Асиновское ГП Большедороховское СП Новиковское СП Ягодное СП | 89,85 249,97 272,93 297,00 | 24 615 950 1 308 1 394      |
| Северо-восточная часть Кожевниковского района: Кожевниковское СП                                | 397,12                     | 8 351                       |
| Восточная часть Шегарского района: Побединское СП Шегарское СП                                  | 223,41 202,30              | 2 134 8 789                 |
| Вся агломерация                                                                                 | 12 550,65                  | 825 302                     |
| Доля в Томской области                                                                          | 3,96 %                     | 76,65 %                     |

## Проекты «Большого Томска»
Впервые о необходимости превращения города Томска с его окружением (Северск и Томский район) в единую агломерацию населением 1 миллион человек было заявлено председателем Думы Томской области Б. А. Мальцевым в 2002 году, в ноябре 2004 года об этом же говорил губернатор области В. М. Кресс. К данному вопросу руководство Томской области и города Томска снова вернулись в 2007 году, когда Б. А. Мальцев выступил публично с обоснованием целесообразности превращения Томска в город-агломерацию населением 1 миллион человек. Тогда же по инициативе Б. А. Мальцева вопрос обсуждался в Думе города Томска был проведён круглый стол по данному вопросу с участием руководства города Томска, ЗАТО Северск и Томского района. Была образована рабочая группа по разработке соглашения между Томском, ЗАТО Северск и Томским районом. Идея создания агломерации в 2008 году нашла поддержку не только в Томске, но и ЗАТО Северск и Томском районе.
В 2007 году в Минрегионразвития РФ был разработан концептуальный проект создания 14 городских агломераций населением свыше 1 миллиона человек каждая, в их число был включён и Томск.
В июне 2008 года на VI собрании Молодёжного парламента Томской области второго созыва Б. А. Мальцев заявил, что только создание миллионной агломерации может предотвратить присоединение Томской области к иным областям. Для решения этой задачи потребуется лишения Северска статуса ЗАТО, строительство новых жилых и промышленных районов между микрорайоном «Авангард» и ТНХК. При этом население города Томска составляет 500 тысяч человек, Северска — 120 тысяч, Томского района — 100 тысяч, микрорайона между «Авангардом» и ТНХК должно составить 100 тысяч, всего около 820 тысяч человек. Был объявлен конкурс на разработку плана агломерации и нормативно-правовой базы в поддержку данного проекта. Однако в выделении средств из бюджета Томской области на разработку Схемы территориального планирования, Генерального плана агломерации «Город Томск» при планировании областного бюджета на период до 2011 года было отказано.
Принципиальная схема агломерации была разработана в составе проекта «Схемы территориального планирования Томской области», в указанном документе в состав Томской агломерации были включены также ряд смежных с Томским районом сельских и городских поселений Асиновского, Кожевниковского и Шегарского районов Томской области, что увеличивало площадь агломерации до 12 550 км², а население до 754 тысяч жителей.
29 июля 2009 года исполняющий обязанности мэра Томска Николай Николайчук и глава Томского района Анатолий Каплунов подписали рамочное соглашение о межмуниципальном сотрудничестве. По мнению мэрии Томска это соглашение должно было положить начало агломерации «Большой Томск». По заявлению тогдашнего губернатора Томской области Виктора Кресса к данному соглашению в перспективе могли присоединиться Северск и Шегарский район. По его словам не была исключена перспектива присоединения к соглашению в будущем и Асиновского района.
В августе 2019 года губернатор Томской области Сергей Жвачкин высказал мнение о том, что к 2030 году областной центр (в слиянии с Северском) станет городом-миллионером.
Звучит также и критика проектов создания «Большого Томска», так Олег Громов, депутат Государственной думы Томской области, характеризовал «Большой Томск» как «прожект» и «утопию», которая вызовет деградацию сельских районов области. Бывший мэр Томска Александр Макаров считал выдвигаемый сторонниками создания агломерации аргумент, что агломерация населением 1 миллион человек гарантирует Томскую область от присоединения к Новосибирской, надуманным, так как, в частности, в Томской области отсутствует демографический потенциал формирования агломерации с подобной численностью населения, потому что всё население Томской области составляет всего 1 миллион жителей.